# William S. Hart

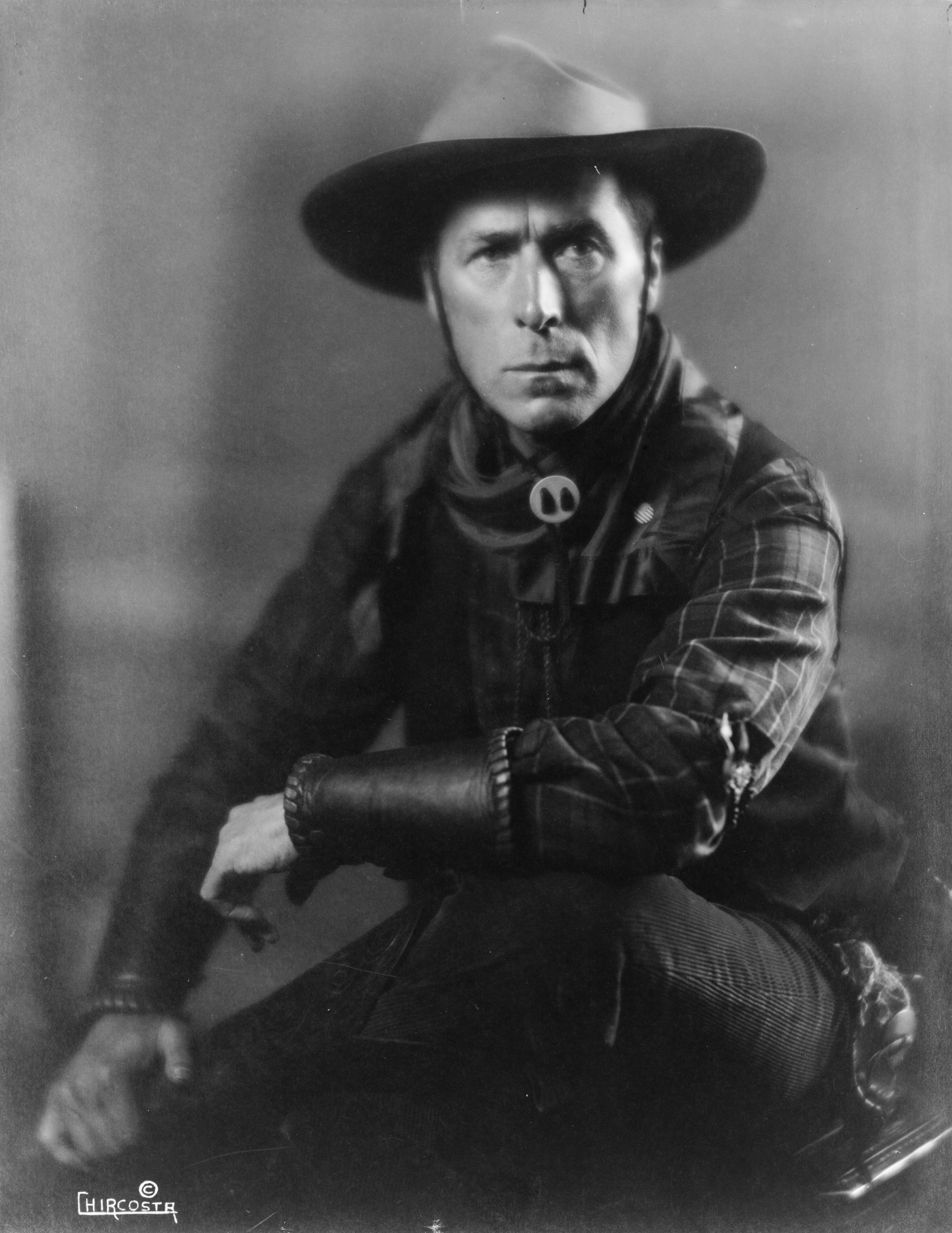
William S. Hart (1918)

William Surrey Hart (* 6. Dezember 1864 in Newburgh, Orange County, New York; † 23. Juni 1946 in Newhall, Kalifornien) war ein US-amerikanischer Filmschauspieler, Regisseur, Drehbuchautor und Filmproduzent der Stummfilmära. Er gehörte zeitweise zu den populärsten Filmstars in Hollywood und seine Westernfilme wurden zu Meilensteinen des Genres.

## Karriere
Hart kam 1888 nach New York, wo er bei F. F. Markey ein Schauspielstudium aufnahm. Er reiste mit Tournee-Theatern und trat am Broadway auf, unter anderem 1899 in der Rolle des Messala im Stück Ben Hur. 1905 war er dort mit The Squaw Man erfolgreich und spielte auch in weiteren Western-Stücken.
1907 wurde er für den Film Ben Hur für die von ihm bereits im Theater verkörperte Rolle des Messala engagiert. Sein eigentlicher Einstieg im Filmgeschäft begann jedoch erst 1914 mit einem Vertrag bei Thomas Harper Ince. Sein Schauspieldebüt in einem langen Spielfilm war die Rolle des Jim Stoke in Reginald Barkers The Bargain. Im selben Jahr entstand auch Harts erste Regiearbeit The Passing of Two-Gun Hicks, in der er auch die Hauptrolle spielte. William S. Hart wurde durch zahlreiche Western bekannt, in denen er jeweils die Hauptrolle spielte. 1917 nahm er ein lukratives Angebot von Adolph Zukor an und ging zu Famous Players. Auf seinen Filmen hatte er teilweise großen künstlerischen Einfluss. Seine letzte Rolle spielte er 1925 in Die Steppenreiter von Texas, bei dem King Baggot zwar offiziell Regie führte, er aber praktisch verantwortlicher Regisseur und Produzent war.
Hart war auch schriftstellerisch tätig und veröffentlichte mehrere Bände mit Westerngeschichten (Pinto Ben and other stories, The Golden West Boys, Hoofbeats, The Law on Horseback und andere), sowie 1929 seine Memoiren mit dem Titel My Life – East and West. Die letzten 20 Jahre seines Lebens verbrachte er auf seiner großzügigen Ranch im kalifornischen Newhall bei Santa Clarita, wo heute eine Schule sowie ein Park nach ihm benannt sind. Für eine Wiederveröffentlichung von Die Steppenreiter von Texas sprach er 1939 einen Prolog zum Film, in dem er die Handlung des Filmes näherbringt, aber sich auch an seine vergangenen Tage im Filmgeschäft zurückerinnert und sich dann endgültig vom Publikum verabschiedet.

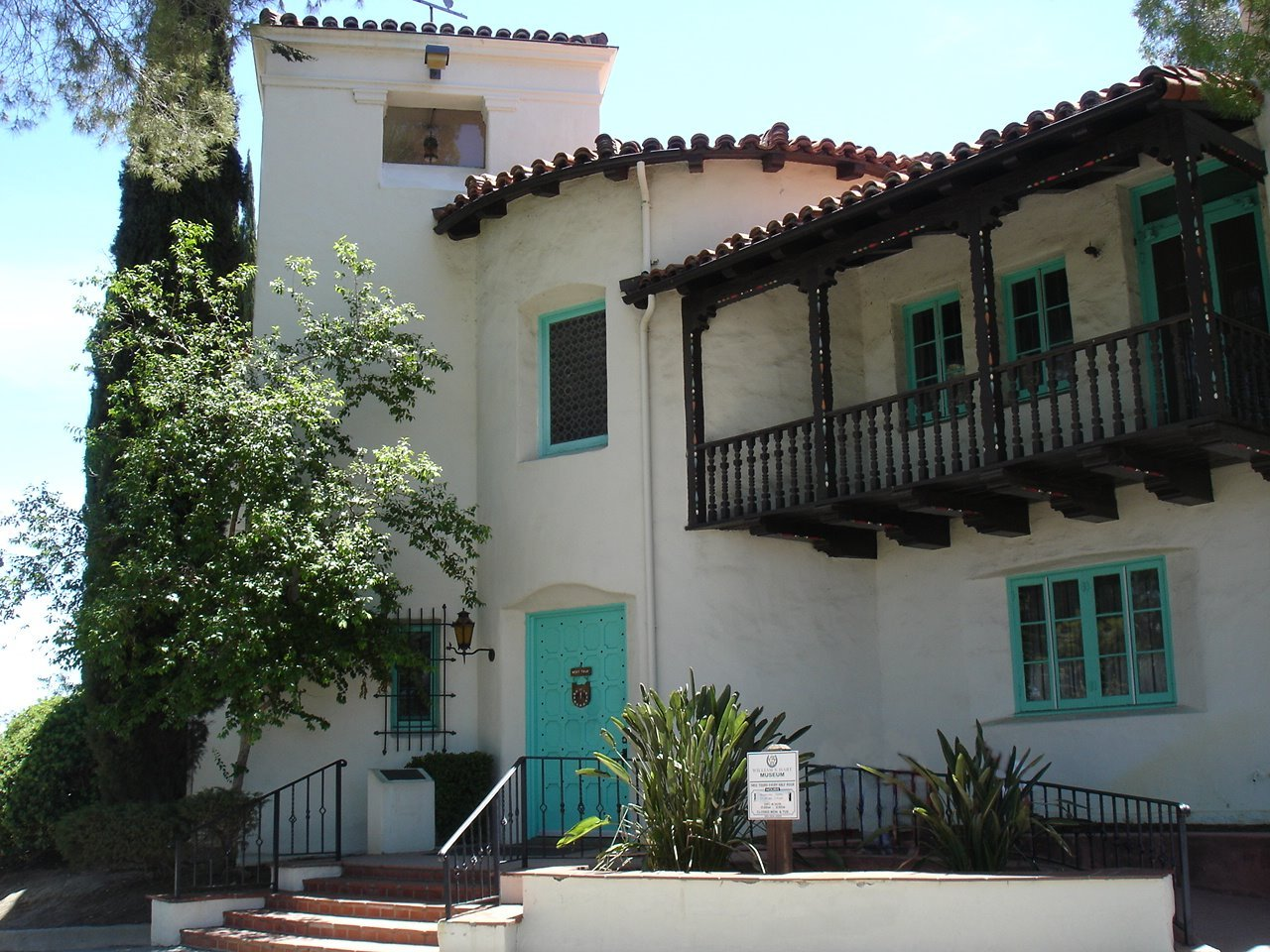
Sein von Arthur R. Kelly zwischen 1924 und 1928 errichtetes Haus in Newhall

1946 verstarb William S. Hart im Alter von 81 Jahren. Er liegt auf dem Green-Wood Cemetery in Brooklyn begraben. Für seinen Beitrag zur Filmindustrie wurde William S. Hart mit einem Stern auf dem Hollywood Walk of Fame bei 6363 Hollywood Blvd. geehrt.

## Rezeption
Hart gilt als einer der ersten Westernhelden der Filmgeschichte. Sein Erfolg fußte auf einem sehr authentischen und ausdrucksstarken Spiel. Es gelang ihm außerdem, das bis dahin begrenzte psychologische und inhaltliche Spektrum des Genres um verschiedene Komponenten zu erweitern. Hart verkörperte zumeist ambivalente, bisweilen gebrochene Charaktere, deren Suche nach Identität und Rückhalt sowie Konflikte mit den eigenen, aber auch den gesellschaftlichen Moralvorstellungen immer wieder zu Isolation führen. Verdienste um die Allgemeinheit oder um einzelne, vom Protagonisten geliebte Personen, gehen in diesen Filmen oft Hand in Hand mit Schmerz und persönlicher Niederlage. Dieses tragische Element wurde im Laufe der späteren Westerngeschichte häufig aufgegriffen. Das populärste Beispiel ist wohl der Westernklassiker Zwölf Uhr mittags, dessen Hauptrolle, gespielt von Gary Cooper, vielfach als Reinkarnation der Hart-Figuren rezipiert wurde. In den 1960ern wurde es schließlich ein tragendes Element einer ganzen Genreströmung.
Harts direkter Nachfolger in der Zuschauergunst, Tom Mix, war hingegen in vielen Belangen das Gegenteil Harts. Die von ihm dargestellten Westerncharaktere waren frei von Selbstzweifeln und überzeichnete Alleskönner. Dies entsprach den Wünschen des damaligen Publikums, das sich während der Aufbruchstimmung der 1920er-Jahre nach heiterem Spektakel sehnte. Daran angelehnt, wurde Mix auch als „Glamour-Cowboy“ bezeichnet.
Im Jahre 1922 drehte Buster Keaton die Kurzfilm-Komödie The Frozen North, welche als Parodie auf Harts Western zu verstehen ist. Die Mimik und Gestik des Cowboy-Stars ahmte Keaton dabei exakt nach.

## Filmografie (Auswahl)
- 1907: Ben Hur (Kurzfilm)
- 1914: His Hour of Manhood (Kurzfilm)
- 1915: Bad Buck of Santa Ynez
- 1916: Hell’s Hinges
- 1916: The Return of Draw Egan
- 1917: The Silent Man
- 1917: The Narrow Trail
- 1919: The Money Corral
- 1919: Der Siedlertreck (Wagon Tracks)
- 1920: The Toll Gate
- 1921: White Oak
- 1923: Wild Bill Hickok
- 1924: Singer Jim McKee
- 1925: Die Steppenreiter von Texas (Tumbleweeds)
- 1928: Es tut sich was in Hollywood (Show People) (Cameo-Auftritt)

Bei vielen seiner Filme trat Hart auch neben der Schauspielerei als Produzent, Regisseur und Drehbuchautor in Erscheinung.